# Grzegorz Kersten
Grzegorz Kersten (ur. 23 września 1949 w Warszawie, zm. 26 maja 2020 w Ottawie) – polski teoretyk decyzji. 

## Życiorys
Ukończył ekonometrię w Szkole Głównej Planowania i Statystyki, gdzie w latach 1974–1984 pracował w Instytucie Zarządzania i Doskonalenia Kadr, a w 1981 uzyskał doktorat. Działał w NSZZ „Solidarność” i współpracował z wydawnictwem NOW-a 2. W 1983 wyemigrował z rodziną do Belgii, a następnie do Kanady. 
Zajmował się teorią decyzji oraz systemami wspomagania negocjacji i negocjacji elektronicznych. 
W latach 1985–1999 pracował w Uniwersytecie Carleton w Ottawie, a w latach 1999–2020 był profesorem w Concordia University w Montrealu. Wykładał także jako visiting professor na licznych uczelniach. Był redaktorem naczelnym czasopisma „Group Decision and Negotiation”. 
Założyciel Fundacji Kerstenów: w latach 2011–2012 prezes zarządu, a w latach 2012–2020 przewodniczący rady fundacji. 

## Życie prywatne
Syn Krystyny i Adama Kerstenów.